# Bengkuang
Bengkuang is een bestuurslaag in het regentschap Banyuasin van de provincie Zuid-Sumatra, Indonesië. Bengkuang telt 393 inwoners (volkstelling 2010).